# Ville-di-Pietrabugno
Ville-di-Pietrabugno är en kommun i departementet Haute-Corse på ön Korsika i Frankrike. Kommunen ligger i kantonen San-Martino-di-Lota som tillhör arrondissementet Bastia. År 2022 hade Ville-di-Pietrabugno 3 187 invånare.

## Befolkningsutveckling
Antalet invånare i kommunen Ville-di-Pietrabugno
Referens:INSEE